# Wu-i (AOE-530)
Wu-i (AOE-530) je rychlá bojová zásobovací loď námořnictva Čínské republiky. Jedná se o logistické plavidlo poskytující válečným lodím palivo, munici a náhradní díly. Wu-i se stala první válečnou lodí námořnictva Čínské republiky, na které začaly sloužit ženy.

## Stavba

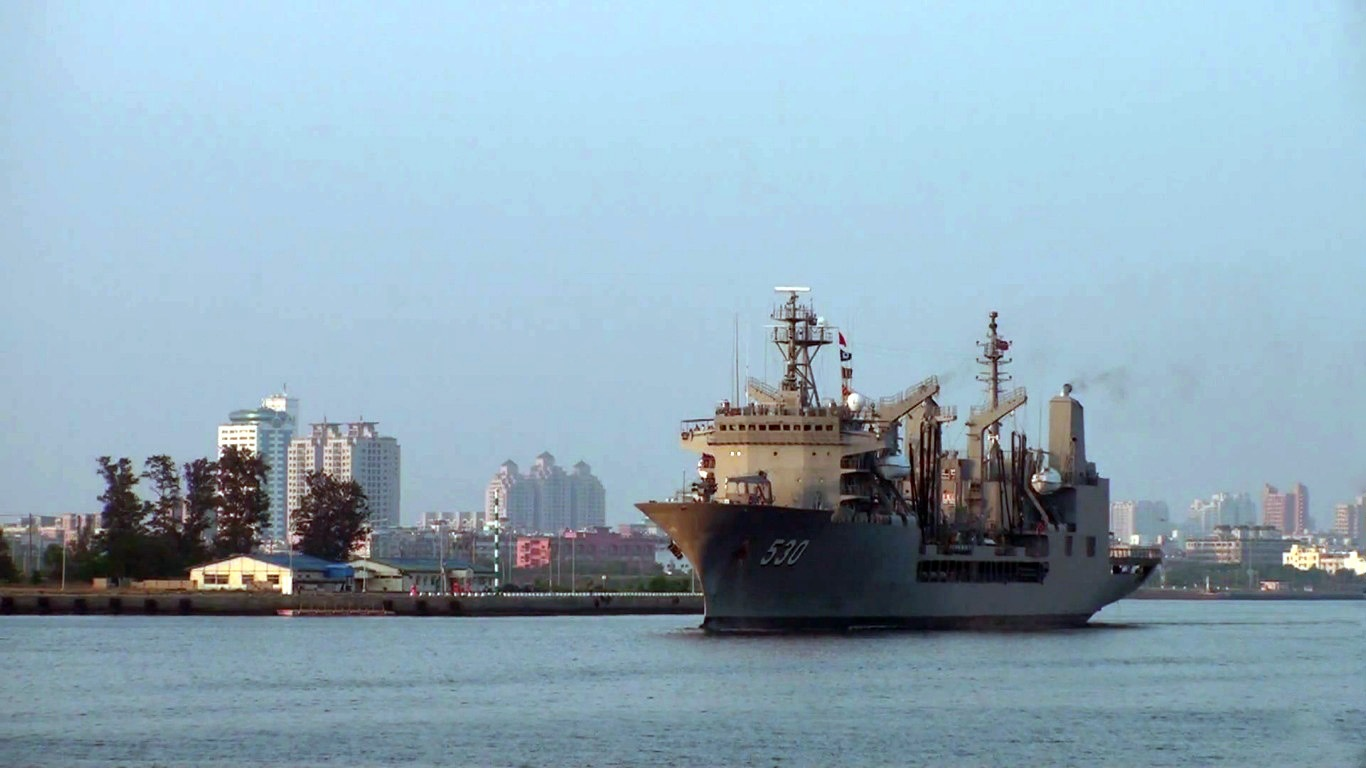
Wu-i (AOE-530)

V roce 1986 vedení námořnictva rozhodlo o nahrazení zastaralého tankeru Jü-tchaj (AR-521), pocházejícího ze 40. let 20. století, v domácích loděnicích vyvinutou bojovou zásobovací lodí. Vývoj plavidla provedlo Executive Yuan United Ship Design and Development Center s asistencí americké společnosti M. Rosenblatt & Son. Slavnostní první řezání oceli proběhlo 1. dubna 1988 a kýl byl založen 25. června 1988. Plavidlo bylo postaveno domácí loděnicí China Shipbuilding Corp. v Ťi-lungu. Trup byl na vodu spuštěn 4. března 1989 a loď byla uvedena do služby 23. června 1990.
Plavidlo bylo do služby zařazeno jako největší válečná loď námořnictva Čínské republiky. Překonala jej až roku 2015 nová bojová zásobovací loď Pchan-š’ (AOE-532).
Cena plavidla byla původně plánována na 13 miliard tchajwanských dolarů, avšak kvůli nedostatku zkušeností se stavbou tohoto typu plavidel se stavba protáhla a byla nutná asistence korejských a japonských společností. Cenu plavidla to ve výsledku zvýšilo na 25 miliard tchajwanských dolarů.

## Konstrukce

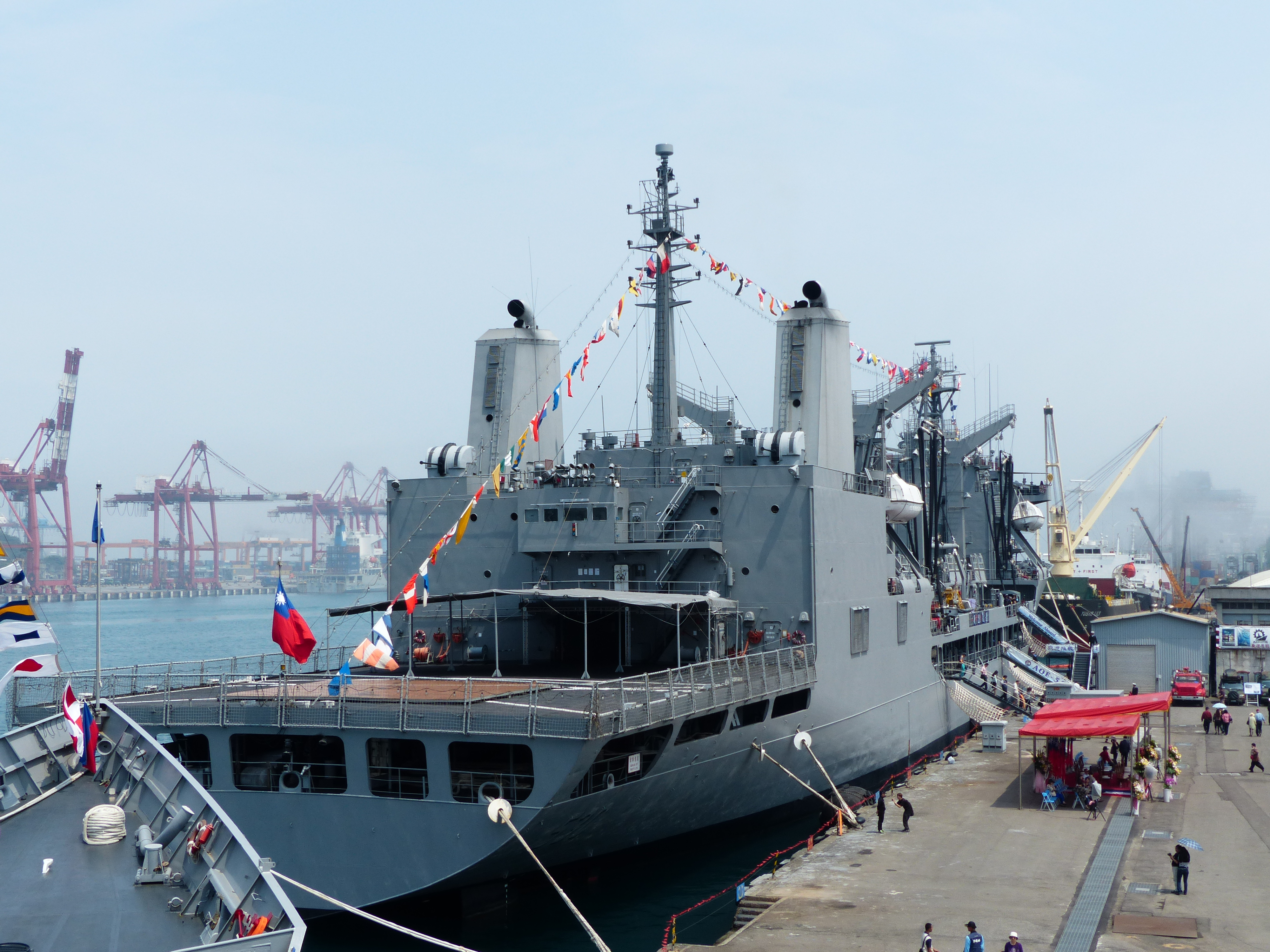
Wu-i (AOE-530)

Plavidlo má ocelový trup a nástavby. Trup je členěn do šesti palub, přičemž dalších pět palub má nástavba. Plavidlo unese 9300 tun paliva a pitné vody a dále ještě 600 tun munice a dalších zásob. Je vybaveno čtyřmi stanicemi pro zásobování palivem a dvěma pro předávání pevných zásob. Je vyzbrojeno dvěma 40mm kanóny Bofors Mk3, dvěma 20mm kanóny T-75 a čtyřmi 12,7mm kulomety. Původně loď nesla ještě čtyřnásobné vypouštěcí zařízení protiletadlových řízených střel RIM-72C Sea Chaparral, které však bylo demontováno. Na zádi je přistávací plocha pro vrtulník, plavidlo však není vybaveno hangárem. Pohonný systém tvoří dva diesely Mitsubishi-MAN o celkovém výkonu 25 000 bhp, pohánějící dva lodní šrouby. Nejvyšší rychlost dosahuje 21 uzlů. Dosah je 8000 námořních mil při ekonomické rychlosti 15 uzlů.